# Echeveria oreophila
Echeveria oreophila là một loài thực vật có hoa trong họ Crassulaceae. Loài này được Kimnach mô tả khoa học đầu tiên năm 2002.